# Herbert Lumsden
Herbert Lumsden, britanski general, * 1897, † 1945.